# San Isidro el Tanque
San Isidro el Tanque är en ort i Mexiko.   Den ligger i kommunen Tezontepec de Aldama och delstaten Hidalgo, i den sydöstra delen av landet, 80 km norr om huvudstaden Mexico City. San Isidro el Tanque ligger 2 047 meter över havet och antalet invånare är 590.
Terrängen runt San Isidro el Tanque är platt åt sydost, men åt nordväst är den kuperad. Runt San Isidro el Tanque är det ganska tätbefolkat, med 214 invånare per kvadratkilometer. Närmaste större samhälle är Tezontepec de Aldama, 2,2 km nordost om San Isidro el Tanque. Trakten runt San Isidro el Tanque består till största delen av jordbruksmark.